# Gmina Lniano
Die Gmina Lniano ist eine Landgemeinde im Powiat Świecki der Woiwodschaft Kujawien-Pommern in Polen. Ihr Sitz ist das gleichnamige Dorf (deutsch Lianno) mit etwa 1200 Einwohnern.

## Geschichte
Die Ortschaft gehörte politisch von 1939 bis 1945 zum Landkreis Schwetz (Weichsel), Provinz Danzig-Westpreußen im Regierungsbezirk Marienwerder.

## Gliederung
Zur Landgemeinde (gmina wiejska) Lniano gehören 11 Dörfer (deutsche Namen, amtlich bis 1945) mit einem Schulzenamt (sołectwo).
- Błądzim (Blondzmin)
- Brzemiona (Bremin)
- Jeziorki (Jeziorken)
- Jędrzejewo (Andreasthal)
- Lniano (Lianno, 1942–1945 Linne (Westpr.))
- Lubodzież (Lubsee)
- Mszano (Marienfelde)
- Mukrz (Mukrz)
- Ostrowite (Ebensee)
- Siemkowo (Simkau)
- Wętfie (Wentfin)

Weitere Ortschaften der Gemeinde sind:
- Bukowiec (Bukowitz, 1942–1945 Hasenmühl)
- Cisiny (Eibenhorst)
- Dąbrowa (Hagen, 1942–1945 Oberförsterei Hagen)
- Dębowo
- Huta (Hutta)
- Jakubowo (Jakobsdorf)
- Jania Góra (Johannisberg)
- Karolewo (Karlshorst)
- Lnianek (Sternbach)
- Rykowisko
- Słępiska
- Zalesie Szlacheckie (Adlig Salesche, 1942–1945 Salesche)